# Michael Lentz
Michael Lentz  er producer, tv-klipper, tv-tilrettelægger i bl.a. Danmarks Radio.
Michael Lentz var den første producer i Danmark, der benyttede den meget grove, dogmeagtige optagelse og klipning af tv-dokumentar programmer. Dette fik dokumentar programmerne til at fremstå meget intense og medrivende. Teknikken blev bl.a. brugt på dokumentarserien RAPPORTEN, på DR 1,( 1996 – 2003). Teknikken er efterfølgende blevet kopieret i adskillige danske tv-dokumentar serier.
Producer: dokumentarserien Rapporten (Vært: Jens Olaf Jersild)(1996 – 2000)
Nomineret til årets TV OSCAR for udsendelsen om "sidegadevekselerene"
Tilrettelægger: dokumentarfilmen: (Drengene fra Fulton)(2000)om Skipper Mogens Frohn Nielsens opdragelse af kriminelle unge på skonnerten Fulton.
Producer:
- De riges paradis (1999)
- Guld Kupéen (1999)
- Fredens Ofre (2000)
- Bureaukratiets slagmark (2000)
- Nødens sjakaler (2000)
- Bomben under skudehavnen
- Nattens dronning

TV AVISEN's ledelse (2000 – 2007)

## Ekstern henvisning
- Drengene fra Fulton 18 aar efter (video) Arkiveret 24. maj 2009 hos  Wayback Machine